# ストーリートーン
『ストーリートーン』（Storytone）は、2014年11月4日にリプリーズ・レコードからリリースされたカナダ系アメリカ人ミュージシャン、ニール・ヤングの36枚目のスタジオ・アルバム。このアルバムは、オーケストラやビッグバンドのアレンジをフィーチャーした一枚組と、曲のストリップバックを収録した二枚組のデラックス盤の2つのフォーマットでリリースされた。その後、ヤングはこのアルバムの第3のバージョンとして、両方の要素を融合させた『Mixed Pages of Storytone』を後年リリースした。
『ストーリートーン』は、ニール・ヤングが2014年にリリースした、主にローファイなリリース『ア・レター・ホーム』に続く2枚目のスタジオ・アルバムである。

## 背景
2014年3月、ニール・ヤングはオーケストラと一緒にアルバムをレコーディングすることに興味を示し、こう述べた： 「本格的なオーケストラとライヴでレコードを作りたい。昔のように、ひとつの視点で、ミュージシャンが近づいたり離れたりしながら、起こったことを本当に記録するようなことをやってみたい。それは私にとって挑戦であり、他の方法では得られない信じられない音なんだ」
ニール・ヤングとクレイジー・ホースの夏のツアー中、バンドは新曲「Who's Gonna Stand Up?」と題された新曲を演奏し、その後クレイジー・ホース抜きでアルバムに収録された。

## 作詞、作曲
このアルバムの曲の多くは、ヤングの女優ダリル・ハンナとの急成長中のロマンスと、36年間連れ添った妻ペギ・ヤングとの離婚にインスパイアされている。この曲について、ヤングはこう語っている： 「これらの曲は、僕の人生が大きく変化した時期に書かれた。僕が分かち合いたいことのすべてがそこにある」「Glimmer」と「I'm Glad I Found You」はこのテーマにぴったりだ。2021年の自身のウェブサイトへの投稿で、ヤングは「Glimmer」について、古い愛が恋しくなり、新しい愛を見つけることを歌ったもので、「ストーリートーンのエッセンスであり、物語を語っている」と述べている。2020年の別の投稿では、「I'm Glad I Found You 」に言及し、「人生において、あまり多くのラブソングを持つことはできない」と述べている。「I'm Glad I Found You」はまさに、真のラブソングだ。
このアルバムでヤングの共同作業者であった指揮者のマイケル・ビアデンとクリス・ウォルデンは、ヤングの人生の変化が音楽に与えた影響と、レコーディングへの新しいアプローチを試みたいという彼の願望について言及した。「彼は自分のコンフォート・ゾーンから飛び出したんだ。彼は基本的に、自分たちが感じたことをやれと言ったんだ」。ウォルデンはこう続ける。「彼は私生活でいくつかの変化を経験した。だから、最近の個人的な体験の多くが、これらの曲に反映されたようだ」ビアデンは、「この曲は大きな弱さの塊で、そこが大好きなところなんだ」と付け加えた。
「プラスチック・フラワーズ」の歌詞は、母なる自然の娘との出会いを想像させる。ヤングは2021年に自身のウェブサイトに投稿した記事の中で、そのイメージを再確認している：「転がる丸太小屋の中でプラスチックの花を見せたとき、彼女がどんな顔をしたかを覚えている。その直後、私は初めて彼女が誰であるかを認識し、彼女が誰であるかを見たとき、私の人生は永遠に変わったよ。大自然の娘だ」
「Who's Gonna Stand Up」は、地球を守り、保護するための行動を呼びかけるものだ。ニール・ヤング・アーカイブスのウェブサイトに掲載された2019年の記事で、彼はこう述べている。「科学と真実が悪魔と金に挑むところ、この曲は私たちのことを歌っている」 この曲はシングルとしてリリースされた。
2014年のコンサートで、ヤングは「When I Watch You Sleeping」のテーマと現在の心境について語り、新しい恋愛の至福と環境への懸念を結びつけている：
「だから、ここでおかしくなりたくないんだ。愛は美しい。人生は素晴らしい。ここは素晴らしい場所だ。私は今、生きていけないほど悪いことが起こっているわけではない。僕は他の動物と同じで、遊びまわるのが大好きなんだ。楽しい時間を過ごす。愛することが大好きだ。飛ぶのも大好きだ。野原で馬が遊んでいるように、犬が遊んでいるように。それがすべてだと思う。だから私たちはここにいるんだと思う。だから、私はたくさんの愛を持っている。そして、より良いものにしたいと思うだけで、だからこのような曲が生まれ続けるんだ。だから、以前より多くの人がこのことを考えるようになったんだ。石油会社を支援するために、私たちの税金から年間280億ドル（約3兆円）を支払っているのはおかしいし、そのお金で自分たちがいかにクールであるかを宣伝しているのだから。人間のエネルギー。子供連れの素敵な女性、美しく輝く太陽。そうあってほしい。ずっとそうであってほしい。石油会社のせいでそうなるとは思えない。これは愛の歌だ」

## レコーディング
ヤングは自身の公式サイトに、『ストーリートーン』の2つのバージョンのレコーディングについて詳しく書いている：
「まずキャピトル・レコードで、旧友のニコ・ボラスとアル・シュミットと一緒に曲をレコーディングした。使いたい楽器だけを使って一人で歌った。過剰なダビングやエンハンスは一切していない。出来上がった音楽は私の心からのものであり、直接あなたへ届けられるものだ。それから私は、『The Wizard of Oz』のサウンドトラックが録音された神聖なMGMのサウンドステージに入った。ハリウッド最高のミュージシャンに囲まれ、アレンジとオーケストレーションはクライスト・ウォルデンとマイケル・ビアデンが担当し、私は『ストーリートーン』』の7曲を2度目のライブで歌った。私はバーブラ・ストライサンドのマイクで歌ったが、完璧に手入れされたアンティークで、素晴らしい音色が気に入っていた。残りの3曲もサンセット大通りに行き、ハリウッドの古いスタジオを改築してイースト・ウェストとして知られるようになったところで、ビッグバンドと一緒にレコーディングした。演奏はすべて生演奏で、エフェクトや録音は一切加えていない。ミュージシャンが演奏している間、私はただマイクに向かって歌い、時折ハーモニカの音を詩の合間に吹き込んだ」
ヤングは初めてギターやピアノを弾かずにオーケストラ・アルバムの曲を演奏し、ヴォーカルに集中できるようにした。彼はアンサンブルの前に立ってマイクを持ち、フランク・シナトラスタイルでヴォーカルを録音した。 ヤングはチャーリー・ローズにこう説明している：
「オーケストラのレコードのようなものだし、ビッグバンドのレコードでもある。ビッグバンドの曲もいくつか入っていて、僕にとってはとてもエキサイティングな作品なんだ。それにこのアルバムでは、僕はハーモニカしか演奏していないし、オーケストラやビッグバンドと演奏するときはギターもピアノも弾かず、ただフランク・シナトラや大きなマイクを持った誰かのようにそこに立って、あのビデオのように歌っただけなんだ。そうやって歌うことで、他のことを考えなくていい、とても自由な体験ができることに気づいたんだ。コードチェンジとかリズムとか、ギターやピアノに対して自分がどう歌っているかとか、そういうことを考えなくていいんだ。僕はピアノは平凡な弾き語りみたいなものだから、コードを考えなきゃいけないし、正しいコードを叩こうっていつも頭にあるんだ。だから、そのようなことを考えなくていいのなら、僕は「ワウ！ヘイ！」と。オーケストラがある。60の楽器と32の声楽で、3、4曲はそのくらいの規模だし、他の曲は50人編成のブラスバンドが1曲あるんだ」

## 評価
| 専門評論家によるレビュー | 専門評論家によるレビュー |
| 総スコア                 | 総スコア                 |
| 出典                     | 評価                     |
| ------------------------ | ------------------------ |
| Metacritic               | 60/100                   |
| レビュー・スコア         |                          |
| 出典                     | 評価                     |
| AllMusic                 | [ 12 ]                   |
| American Songwriter      | [ 13 ]                   |
| The A.V. Club            | D                        |
| Exclaim!                 | 7/10                     |
| The Guardian             | [ 16 ]                   |
| Mojo                     | [ 17 ]                   |
| Paste                    | 7/10                     |
| Pitchfork                | 4.8/10                   |
| PopMatters               | 6/10                     |
| Rolling Stone            | [ 21 ]                   |
| Slant Magazine           | [ 22 ]                   |

このアルバムはビルボード200の33位で初登場し、フォーク・アルバム・チャートで第2位を記録し、そしてロック・アルバム・チャートで4位を記録し、10,768枚を初週で売り上げた。米国では2015年の6月の一ヶ月で4万枚を売り上げた 。

このアルバムのMetacriticのメタスコアは100点満点中60点で、「評価がまちまちまたは平均的」であることを示している。ロバート・クリストガウは2018年、このアルバムを高く評価しているが、リリース当時は過小評価していたかもしれないと示唆し、次のように書いている。「私のどちらでもないファイルに入っていた、というのも、今はめったに追加しないので、可能な限りの佳作に釘を刺す義務も感じていない」と書いている。

## トラックリスト
全作詞・作曲:ニール・ヤング
| #   | タイトル                                  | 作詞 | 作曲・編曲 | 時間 |
| --- | ----------------------------------------- | ---- | ---------- | ---- |
| 1.  | 「Plastic Flowers」(Orchestral)           |      |            | 4:06 |
| 2.  | 「Who's Gonna Stand Up?」(Orchestral)     |      |            | 4:23 |
| 3.  | 「I Want to Drive My Car」(Big Band)      |      |            | 3:08 |
| 4.  | 「Glimmer」(Orchestral)                   |      |            | 4:59 |
| 5.  | 「Say Hello to Chicago」(Big Band)        |      |            | 4:57 |
| 6.  | 「Tumbleweed」(Orchestral)                |      |            | 3:37 |
| 7.  | 「Like You Used to Do」(Big Band)         |      |            | 2:39 |
| 8.  | 「I'm Glad I Found You」(Orchestral)      |      |            | 3:39 |
| 9.  | 「When I Watch You Sleeping」(Orchestral) |      |            | 5:30 |
| 10. | 「All Those Dreams」(Orchestral)          |      |            | 4:25 |

| #   | タイトル                      | 作詞 | 作曲・編曲 | 時間 |
| --- | ----------------------------- | ---- | ---------- | ---- |
| 1.  | 「Plastic Flowers」           |      |            | 4:02 |
| 2.  | 「Who's Gonna Stand Up?」     |      |            | 3:49 |
| 3.  | 「I Want to Drive My Car」    |      |            | 2:22 |
| 4.  | 「Glimmer」                   |      |            | 3:10 |
| 5.  | 「Say Hello to Chicago」      |      |            | 4:54 |
| 6.  | 「Tumbleweed」                |      |            | 3:22 |
| 7.  | 「Like You Used to Do」       |      |            | 2:38 |
| 8.  | 「I'm Glad I Found You」      |      |            | 3:22 |
| 9.  | 「When I Watch You Sleeping」 |      |            | 5:34 |
| 10. | 「All Those Dreams」          |      |            | 3:52 |

| #   | タイトル                      | 作詞 | 作曲・編曲 | 時間 |
| --- | ----------------------------- | ---- | ---------- | ---- |
| 1.  | 「Like You Used to Do」       |      |            | 2:41 |
| 2.  | 「When I Watch You Sleeping」 |      |            | 5:33 |
| 3.  | 「I Want to Drive My Car」    |      |            | 3:12 |
| 4.  | 「Plastic Flowers」           |      |            | 4:05 |
| 5.  | 「Glimmer」                   |      |            | 5:12 |
| 6.  | 「All Those Dreams」          |      |            | 4:14 |
| 7.  | 「Say Hello to Chicago」      |      |            | 4:53 |
| 8.  | 「Tumbleweed」                |      |            | 3:24 |
| 9.  | 「Who's Gonna Stand Up?」     |      |            | 6:16 |
| 10. | 「I'm Glad I Found You」      |      |            | 3:35 |

## 参加ミュージシャン
- ニール・ヤング-ヴォーカル、ハーモニカ、ウクレレ（「Tumbleweed」に参加）、ジャケット・アートへのペインティング、プロデュース
  - ストーリートーン・オーケストラ - ヴォーカル、ヴァイオリン、ヴィオラ、チェロ、ベース、オーボエ、トロンボーン、フレンチ・ホルン、トランペット、サックス、ファゴット、フルート、イングリッシュ・ホルン、クラリネット、パーカッション、オルガン、ハープ、ピアノ、バンジョー、ギター、ドラム、キーボード、ウーリッツァー

制作スタッフ
- ニコ・ボラス - プロダクション、エンジニアリング
- ゲイリー・バーデン、ジェニス・ヘオ - アートディレクション＆デザイン
- アル・シュミット - 録音、ミキシング
- スティーブ・ジェネウィック - エンジニアリング
- ジョン・ハウズマン、ディエゴ・ルエラス - エンジニア補佐
- クリス・ウォルデン：オーケストレーション（指揮、編曲、制作）
- マイケル・ベアデン：指揮、編曲、制作
- パトリック・ラス - オーケストレーション
- ダグ・サックス、エリック・ブーランジェリー - マスタリング
- エリオット・ロバーツ - ディレクション